# Гулбоака (Кишинів)
Гулбоака (рум. Hulboaca) — село в складі муніципію Кишинів в Молдові. Входить до складу сектора Ришкани та до складу комуни, адміністративним центром якої є село Гретьєшть. В минулому — єврейська землеробська колонія.

## Населення

### Національність
Розподіл населення за національністю за даними перепису 2004 року:
| Національність   | Відсоток |
| ---------------- | -------- |
| молдовани/румуни | 98,07%   |
| українці         | 0,84%    |
| росіяни          | 0,64%    |
| інші             | 0,45%    |

## Відомі люди
- Андрей Куку — молдовський політик, колишній міністр економіки Молдови.